# 運行管理者
運行管理者（うんこうかんりしゃ）とは、国土交通大臣が行う運行管理者試験に合格した者などの中から、自動車運送事業における安全輸送の責任者として、自動車運送事業者の選任を受けた者のことである。「運管」と略されることもある。

## 概要
運行管理者の職務は『道路運送法』、『貨物自動車運送事業法』に基づいて、事業用自動車の運転者の乗務割の作成、休憩・睡眠施設の管理、運転者の指導監督、点呼による運転者の疲労・健康状態等の把握や安全運行の指示など、事業用自動車の運行の安全を確保するための業務を行う。また、自動車運送事業者（貨物軽自動車運送事業者を除く）は、一定の数以上の事業用自動車を有している営業所ごとに、一定の人数以上の運行管理者を選任しなくてはならない。
運行管理者は、複数の営業所の運行管理者を兼務することはできない。

## 区分

### 旅客
道路運送法に基づかれる
- 一般旅客 - 特定旅客自動車運送事業以外の旅客自動車運送事業
  - 一般乗合旅客 - 路線を定めて定期に運行する自動車により乗合旅客を運送する一般旅客自動車運送事業
  - 一般乗用旅客 - 1個の契約により乗車定員10人以下の自動車を貸し切って旅客を運送する一般旅客自動車運送事業
  - 一般貸切旅客 - 一般乗合旅客および一般乗用旅客自動車運送事業以外の一般旅客自動車運送事業
- 特定旅客 - 特定の者の需要に応じ、一定の範囲の旅客を運送する旅客自動車運送事業

### 貨物
貨物自動車運送事業法に基づかれる
- 一般貨物 - 他人の需要に応じ、有償で、自動車（三輪以上の軽自動車および二輪の自動車を除く。次項および第7項において同じ）を使用して貨物を運送する事業であって、特定貨物自動車運送事業以外のもの
- 特定貨物 - 特定の者の需要に応じ、有償で、自動車を使用して貨物を運送する事業
- 貨物軽 - 他人の需要に応じ、有償で、自動車（三輪以上の軽自動車および二輪の自動車に限る）を使用して貨物を運送する事業

### 現在交付されている資格者証の種類[1]
- 旅客自動車運送事業運行管理者
- 一般乗合旅客自動車運送事業運行管理者
- 一般乗用旅客自動車運送事業運行管理者
- 特定旅客自動車運送事業運行管理者
- 貨物自動車運送事業運行管理者

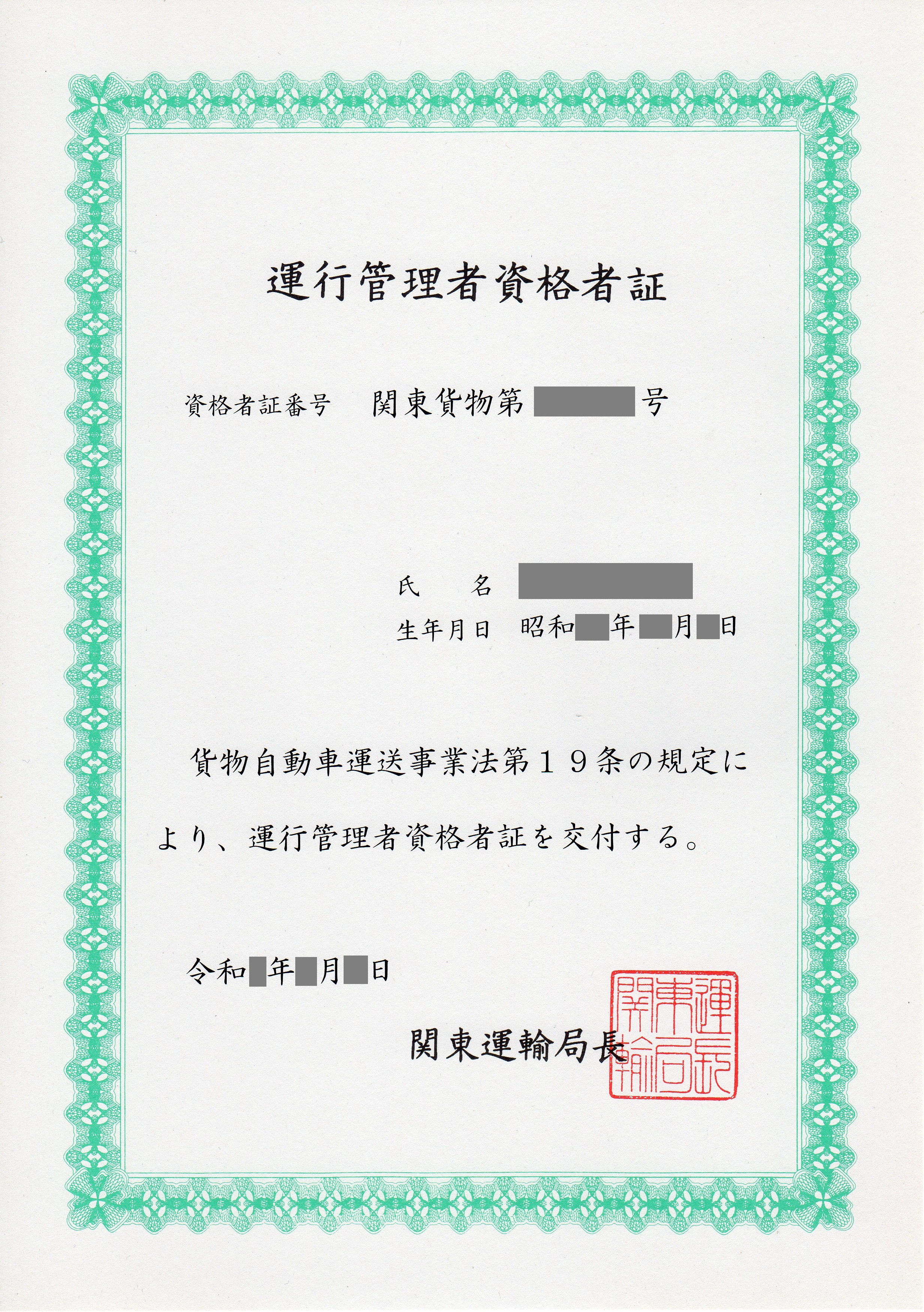
貨物自動車運送事業運行管理者資格者

「旅客」の資格者証は旅客運行管理者試験合格者のみに交付しており、試験免除の認定では交付申請をすることができない。また、試験免除の認定では「一般貸切旅客」の資格者証は、交付申請をすることができない。

## 運行管理者選任者数
事業用自動車の数（被けん引車を除く）によって必要人数が決まる。貨物自動車運送事業の場合、
- 29両まで（運行車+運行車以外）の運行管理者1人以上
- 30両から59両（運行車+運行車以外）の運行管理者数2人以上
- 以下、必要選任者数＝1+配置車両数(被けん引車を除く。）÷30（ただし、小数点以下は切り捨てる）

※運行車とは、特別積合せ貨物運送の運行系統に配置する車両のこと。
さらに2013年5月1日以降、以下の条件が追加された。
- 5両未満でも運行管理者1人を選任する必要がある。
  - ただし、専ら霊きゅう自動車または一般廃棄物の収集のために使用される自動車を管理する営業所、離島に存する営業所については、保有車両数が5両未満である場合、引き続き、運行管理者を選任する義務はない。

## 運行管理者の業務内容
貨物自動車運送事業輸送安全規則第20条より抜粋
乗務の指示
- 事業者が選任した運転者以外の者に運転させないこと。

過労運転の防止
1. 乗務員が休憩又は睡眠のために利用することができる施設を管理すること。
2. 休憩又は睡眠のための時間及び勤務終了した後の休息のための時間が十分に確保されるように、国土交通大臣が告示で定める基準に従って定められた勤務時間及び乗務時間の範囲内において乗務割を作成し、運転者に乗務させ当運転者にこれらを遵守させること。
3. 酒気を帯びた状態にある乗務員を事業用自動車に乗務させないこと。
4. 乗務員の健康状態の把握に努め、疾病、疲労、飲酒その他の理由により安全な運転をし、またはその補助をすることができないおそれのある乗務員を乗務させないこと。
5. 長距離又は夜間の運転に従事する場合であって、疲労等により安全な運転を継続することができないおそれがあるときは、あらかじめ、交替運転者を配置すること。

過積載の防止
- 過積載による運送の防止について、運転者その他の従業員に対し、適切な指導及び監督を行うこと。

貨物の積載方法
- 貨物の積載方法について、従業員に対し、指導及び監督を行うこと。

積載方法
- 偏荷重が生じないように積載すること。
- 貨物が運搬中に荷崩れなどにより自動車から落下することを防止するため、貨物にロープ又はシートをかけることなど必要な装置を講じること。

点呼（貨物自動車運送事業輸送安全規則第二章第一節第七条）
1. 乗務を開始しようとする運転者に対し、対面（運行上やむを得ない場合は電話その他の方法）により点呼を行い、次の事項について報告を求め、確認し、運行の安全の確保に必要な指示を与えること。
  1. 酒気帯びの有無
  2. 疾病、疲労その他の理由に安全な運転をすることができないおそれの有無
  3. 日常点検の実施又はその確認
2. 乗務を終了した運転者に対し、対面（運行上やむを得ない場合は電話その他の方法）により点呼を行い、車両の状態、道路及び運行状況について報告を求め、酒気帯びの有無を確認すること。また、運転の交替があった場合は運転交替時の通告についても報告を求めること。
3. 前二項の点呼のいずれも対面（輸送の安全の確保に関する取組が優良であると認められる営業所において、貨物自動車運送事業者が点呼を行う場合にあっては、国土交通大臣が定めた機器による方法も含む。）で行うことができない乗務を行う運転者に対し、当該点呼のほかに、当該乗務の途中において少なくとも1回電話その他の方法により点呼を行い、次の事項について報告を求め、確認し、運行の安全の確保に必要な指示を与えること（以下、中間点呼をいう）。
  1. 酒気帯びの有無
  2. 疾病、疲労その他の理由に安全な運転をすることができないおそれの有無
4. 点呼を行ったときは、運転者ごとに点呼を行った旨、報告、確認及び指示の内容並びに次の事項を記録し、かつ、1年間保存すること。
  1. 点呼を行った者及び点呼を受けた運転者の氏名
  2. 点呼を受けた運転者が乗務する事業用自動車の登録番号その他当該事業用自動車を識別できる表示
  3. 点呼の日時
  4. 点呼の方法
  5. その他の必要な事項
5. アルコール検知器を常時有効に保持すること。

乗務等の記録
- 運転者の乗務について、当該乗務を行った運転者ごとに次の事項を記録させ、かつ、その記録を1年間保存すること。
  1. 運転者の氏名
  2. 乗務した事業用自動車の自動車登録番号その他の当該車両を識別できる表示
  3. 乗務開始及び終了の地点及び日時並びに主な経過地点及び乗務した距離
  4. 運転交替の地点及び日時
  5. 休憩又は睡眠の地点及び日時
  6. 車両総重量8トン以上又は最大積載量5トン以上の普通自動車である事業用自動車に乗務した場合にあっては、貨物の積載状況
  7. 道路交通法第67条第2項に規定する事故又は著しい運行の遅延その他の異常な状態が発生した場合の概要及び原因
  8. 運行の途中に、中間点呼を要する乗務を行わせる指示を行った場合はその内容

運行記録計による記録
- 次の自動車に係る運転者の乗務について、自動車の瞬間速度、運行距離及び運行時間を運行記録計により記録し、かつ、その記録を1年間保存すること。
  1. 車両総重量8トン以上又は最大積載量5トン以上の普通自動車である事業用自動車
  2. 前項に該当する被けん引自動車をけん引するけん引事業用自動車
  3. 特別積合せ運送に係る運行系統に配置する事業用自動車

事故の記録
- 道路交通法第67条第2項に規定する交通事故若しくは自動車事故報告規則第2条に規定する事故が発生した場合は、次の事項を記録し、その記録を3年間保存すること。
  1. 乗務員の氏名
  2. 自動車登録番号そのたの当該車両を識別できる表示
  3. 事故の発生日時
  4. 事故の発生場所
  5. 事故の当事者（乗務員を除く）の氏名
  6. 事故の概要（損害の程度を含む）
  7. 事故の原因
  8. 再発防止対策

運行指示書による指示など
- 運行ごとに次の事項を記載した運行指示書を作成し、これにより運転者に対し適切な指示を行うとともに、運転者の携行させること。
  1. 運行の開始及び終了の地点及び日時
  2. 乗務員の氏名
  3. 運行の経路並びに主な経過地における発車及び到着の日時
  4. 運行に際して注意を要する箇所の位置

## 運行管理者試験
- 道路運送法第23条の4及び貨物自動車運送事業法第21条に基づいて国土交通大臣が行う。
- 道路運送法第44条及び貨物自動車運送事業法第46条に基づき、国土交通大臣指定試験機関である運行管理者試験センターが試験事務をしている。
- 試験は旅客と貨物の2種類があり、旅客試験は「旅客」、貨物試験は「貨物」を区分範囲とする。2006年10月1日施行の法令改正により、試験はこれまでの一般乗合旅客、一般貸切旅客、一般乗用旅客、特定旅客の種別がなくなり、旅客に統一された。
- 合格者は区分範囲の運行管理者の資格を得ることができる。
- 合格発表日から3ヵ月以内に、運輸支局等に資格者証の交付申請手続きを行う必要があり、申請を行わないと合格は無効になる。
- 試験は全国各地で例年2月下旬から3月中旬、8月初旬から9月初旬の2回行われる。
- 令和3年度第1回試験からCBT方式に全面移行される[2]。

### 受験資格
- 事業用自動車（事業の種別は問わない）の運行の管理に関し1年以上の実務経験を有する者。
- 国土交通大臣の認定する講習機関が行う基礎講習を受けることで、1年以上の実務経験に代えることができる。
  - 講習機関は独立行政法人自動車事故対策機構のほか、指定自動車教習所・大型自動車メーカーの地域ディーラー・運送会社など（→#外部リンク参照）

基礎講習（貨物）の場合は、運行管理者試験（貨物）の受験資格を、基礎講習（旅客）の場合は、運行管理者試験（旅客）の受験資格を得ることができる。

### 合格基準
- 原則として、総得点が満点の60%以上（30問中18問以上）であること。
- 出題分野ごとに正解が1問以上であること（5."実務上の知識及び能力"の分野のみ2問以上）。

### 試験科目
貨物試験
1. 貨物自動車運送事業法
2. 道路運送車両法
3. 道路交通法
4. 労働基準法
5. その他運行管理者の業務に関し、必要な実務上の知識及び能力

旅客試験
1. 道路運送法
2. 道路運送車両法
3. 道路交通法
4. 労働基準法
5. その他運行管理者の業務に関し、必要な実務上の知識及び能力

### 受験者に対する注意
基礎講習の修了で、旅客の運行管理者試験を受験する場合は旅客（バス、ハイタク）の基礎講習を、貨物の運行管理者試験を受験する場合は貨物（トラック）の基礎講習を、それぞれ区分ごとに修了していることが必要となる。
平成27年1月以降に開催される講習では、受講した講習の旅客又は貨物の別を明記し、修了証明を行うので、貨物（トラック）の講習修了では旅客の運行管理者試験を、旅客（バス、ハイタク）の講習修了では貨物（トラック）の運行管理者試験を受験することができないので注意が必要である。

## 運行管理者試験の免除における運行管理者資格
取得しようとする運行管理者資格者証の種類（一般乗合旅客、一般乗用旅客、特定旅客、貨物）ごとの、それぞれに応じた種別の自動車運送事業（貨物軽自動車運送事業を除く）の事業用自動車の運行の管理に関し5年以上の実務の経験を有し、その間に運行の管理に関する講習を年ごとに1回かつ通算5回以上受講をし、認定されれば無試験で運行管理者の当該種別のみの限定資格を得ることができる（旅客および一般貸切旅客は除く）。
運行の管理に関する講習として、大臣認定講習機関が行う基礎講習および一般講習が認定されており、5回以上の講習のうち、少なくとも1回は基礎講習を受講している必要がある。ただし、1年に複数回受講したとしても1回とカウントされ、また、基礎講習を受講した年は、一般講習を受講してもカウントされない事になっている為注意が必要となる。

## 運行管理補助者
運行管理者資格者もしくは大臣認定講習機関が行う基礎講習を修了した者のうちから、運行管理補助者として運行管理者の業務を補助させるための者を選任することができる。補助者は、運行管理者の履行補助を行う者であって、代理業務を行える者ではないが、点呼に関する業務については、その一部を単独で補助者が行うことができる。ただし、月単位で総回数の3分の1以上は選任された運行管理者が行わなければならない。
補助者が行う補助業務は、運行管理者の指導及び監督のもとで行われるものであり、補助者が行うその業務において、以下に該当するおそれがあることが確認された場合には、直ちに運行管理者に報告を行い、運行の可否の決定等について指示を仰ぎ、その結果に基づき各運転者に対し指示を行わなければならない。
1. 運転者が酒気を帯びている
2. 疾病、疲労、睡眠不足その他の理由により安全な運転をすることができない
3. 無免許運転、大型自動車等無資格運転
4. 過積載運行
5. 最高速度違反行為